# Идея истории
Идея истории (англ. The Idea of History) — основополагающий труд по философии истории, написанный Коллингвудом и опубликованный в 1946 году.

## Структура
Книга состоит из 5 частей, расположенных в хронологическом порядке. Первая часть рассматривает «греко-римскую историографию», вторая — христианскую (средневековую и новоевропейскую), третья и четвертая рассматривает становление научной истории, пятая содержит заметки философского характера.

## Основные идеи
Термин «философия истории» Коллингвуд приписывает Вольтеру. Далее свой смысл в этот термин вносили Гегель и позитивисты. В своем понимании философии истории Коллингвуд исходит из принципа, что философия — это «мысль второго порядка», которая имеет эпистемологическую (субъективную) и метафизическую (объективную) стороны. Саму историю он отделяет от математики, теологии и естественных наук, поскольку ее предмет локализован во времени, конечен и невоспроизводим. Также Коллингвуд противопоставляет историю таким квазиисториям как миф и теократическая история, поскольку агентами этих последовательностей выступают не люди, а боги. 
Отцом истории Коллингвуд считает именно Геродота, так как его повествование научно (начинается с вопросов), гуманистично (посвящено людям) и рационально (доказательно). Однако, историки в Древней Греции являлись лишь «автобиографами своего поколения», так как они основывались на свидетельствах современников. Для появления мировой истории необходим был принцип авторитета для оценки достоверности свидетельств уже умерших историков. Важным вкладом христианства в понимание истории был отказ от партикуляризма в пользу универсализма (Августин Блаженный, Евсевий Кесарийский). Развитие истории тормозилось антиисторическими тенденциями, согласно которым истинное знание может быть только о вечном, а не о преходящем. Критику истории как «бегства от современности» Коллингвуд находит у Декарта. Лишь Джамбаттиста Вико усматривает суть истории в исследовании возникновения ныне существующих общественных институтов. 
Большое место у Коллингвуда занимает критика концепций истории у авторов XIX века: так Гегеля он критикует за чрезмерное влияние политической истории, Маркса — экономической, а позитивистов — за чрезмерное внимание к фактам. Коллингвуд настаивает, что история — это история мысли, а события присутствуют в ней как внешние выражения мысли. Подобно Гегелю он утверждает, что история должна заканчиваться настоящим, так как её цель — это объяснение настоящего. 
Говоря о методах историка, Коллингвуд упоминает о методе "ножниц и клея", суть которого в отборе и систематизации фактов. Однако не меньшую роль играют воображение и критика, которая превращает авторитеты в источники. На вопрос о научности истории, он придерживается среднего пути, согласно которому история хотя и не аналог естественных наук, но в некотором смысле наука, ибо ориентирована на понимание и поиск.

## Тексты
- R.G. Collingwood. The Idea of History (1946, revised edition 1993). ISBN 0-19-285306-6
- Коллингвуд Р. Дж. Идея истории. Автобиография / Перевод и комментарии Ю. А. Асеева; Статья М. А. Кисселя; Отв. ред.: И. С. Кон, М. А. Киссель; Академия наук СССР. — М.: Наука, 1980. — 488, [2] с. — (Памятники исторической мысли). — 42 000 экз. (в пер.)